# Leonel d'Este
Leonel d'Este (em italiano:  Leonello d'Este; 21 de setembro de 1407 – 1 de outubro de 1450) foi um nobre italiano pertencente à Família Este, que foi Marquês de Ferrara, de Módena e Reggio de 1441 a 1450.
Apesar da existência de filhos legítimos, o pai sempre favoreceu a sucessão de Leonel que era um filho ilegítimo. As suas qualidades e o seu nível educacional, e de popularidade entre o povo bem como o seu reconhecimento formal pelo Papa fizeram dele o herdeiro mais adequado.
Leonel tinha pouca influência na cena política italiana e na aristocracia de Ferrara. Ao contrário do que acontecera com anteriores membros da Casa de Este, como Azzo VII, Nicolau III e Isabel d'Este, que tinham grande ambição de poder, Leonel ficou mais conhecido pela sua proteção às artes e literatura, que transformaram a cidade de Ferrara num grande centro de cultura. Sob a orientação de Guarino Veronese, o seu professor humanista, e com a aprovação da comuna, Leonel iniciou a reforma da Universidade de Ferrara.
Leonel não só elevou os movimentos culturais e humanistas durante o seu governo, como influenciou os avanços políticos e artísticos dos sucessores, sendo o percursor de conquistas feitas pela Casa de Este.

## Biografia
Leonel ere um dos três filhos ilegítimos de Nicolau III d'Este e de Stella de Tolomei. Recebeu uma educação militar do condottiero Braccio da Montone, tendo como mestre Guarino Veronese, que viria a ser nomeado professor na Universidade de Ferrara, e que o orientou na correta governança. Em 1425, após a  execução do seu irmão mais velho Hugo d'Este, ele era o único herdeiro de Nicolau III. A 6 de fevereiro de 1435, casou com Margarida Gonzaga sendo reconhecido como filho legitimado pelo Papa Martinho V. Margarida, que morre em 1439, deu à luz um bebé, Nicolau em 1438 (que morre em 1476). Nos finais de dezembro de 1441, com a morte do pai, Leonel sucede-lhe nas possessões familiares do norte de Itália.
Com uma forte formação académica, Leonel empreendeu significativas alterações a Ferrara a nível económico, político e cultural, assim que sucedeu ao pai. Para assegurar a estabilidade política em Ferrara, Leonel manteve-se neutro nos confrontos entre o Ducado de Milão e a República de Veneza. Contudo, Leonel tinha um objetivo bem mais ambicioso para Ferrara, expandindo a sua autoridade na região. Após a morte de Margarida Gonzaga, Leonel teve a oportunidade de formar alianças com regiões vizinhas para consolidar o seu poder.. A vitória do rei Afonso V de Aragão em Nápoles, levou-o a casar, em maio de 1444, com Maria de Aragão, filha ilegítima do rei. Tratou-se de um casamento político 
Ao contrário de seu pai, que se centrava mais na prosperidade de Ferrara, Leonel era um político hábil e foi responsável pela construção do primeiro hospital de Ferrara. Mas o que o distinguiu verdadeiramente foi ser um patrono da cultura. Leon Battista Alberti escreveu o seu De Re Aedificatoria patrocinado por Leonel, e na corte de Ferrara trabalharam artistas como Pisanello, Iacopo Bellini, Giovanni da Oriolo, Andrea Mantegna, Piero della Francesca e o flamengo Rogier van der Weyden. O seu missal pessoal foi vendido fragmentado pela Christie's em 1958. Algumas folhas encontram-se em coleções de museus como o Louvre de Paris, a Biblioteca Nacional Dinamarquesa, e em outras coleções privadas.
Durante o seu governo a Universidade de Ferrara adquiriu um prestígio europeu.
Leonel morreu em 1450, com 43 anos. Foi sucedido por Borso d'Este,que tal como ele, era um filho ilegítimo.

## Enquadramento familiar

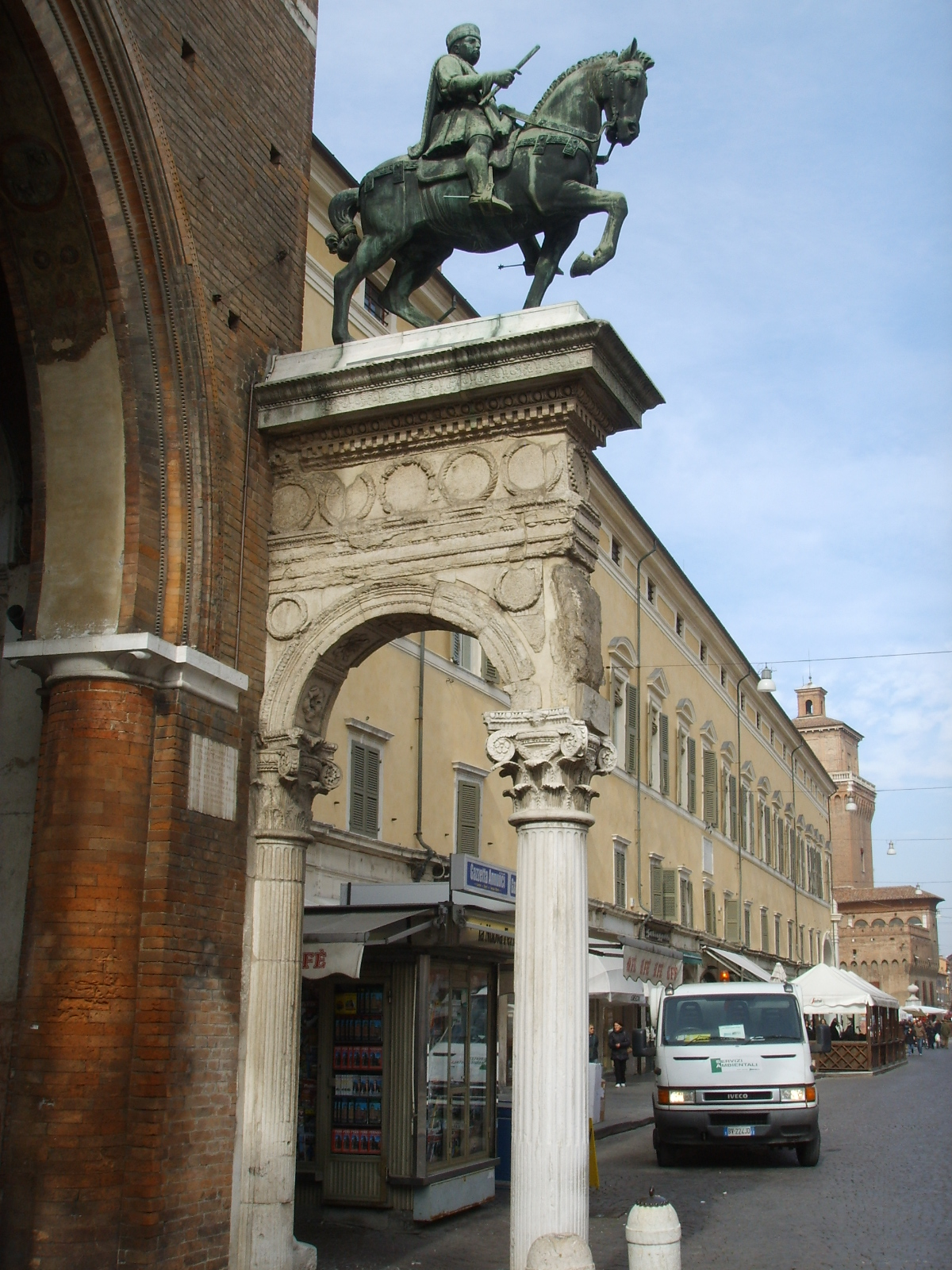
Estátua equestre de Nicolau III, pai de Leonel. Replica do século XX em frente à Câmara Municipal de Ferrara (Palazzo Municipale), de um original atribuído a Leon Battista Alberti.

O pai de Leonel, Nicolau III d'Este, Marquês de Ferrara, era, também ele, um filho ilegítimo. Com 9 anos de idade, Nicolau for a legitimado como sucessor do avô de Leonel, Alberto d'Este. Contudo, as circunstâncias enfrentadas por Leonel eram diferentes das do pai, quer porque Nicolau era filho único de Alberto, enquanto Leonel para além de muitos outros irmãos, tinha também irmãos mais novo mas legítimo.
Dada a existência de filhos legítimos tido no seu último casamento, Nicolau III necessitava de provar que Leonel era mais qualificado para ser escolhido como seu sucessor, pelo que os direitos sucessórios foram analisados de acordo com 3 atributos: qualificações pessoais de Leonel; a popularidade entre os súbditos; e o reconhecimento oficial do Papa.
Leonel era frequentemente elogiado pelas características de uma forte liderança, que o tornava um herdeiro de valor e future governante de Ferrara. Além disso, Leonel for a ensinado por professores humanistas como Guarino Veronese. O seu pai sublinhava que o seu alto nível educacional o distinguia dos irmãos. Leonel era também popular entre o povo sendo reconhecido o amplo apoio dos súbditos, que aprovavam a escolha de Leonel como sucessor de Nicolau III. Por fim, o papado reconheceu-o como filho legitimado. Então, até 1434, Leonello recebeu considerável autoridade para co-governar junto ao sei pai.
A sucessão de Leonel e o seu subsequente casamento foi uma peça importante nas relações com as cidades-estado vizinhas. A Casa de Este tinha uma dívida para com João Francisco Gonzaga, o Marquês de Mântua. Em vez de pagar a dívida em dinheiro, foi acordado o casamento da filha do Marquês de Mântua, Margarida, com Leonel, em troca da promessa de Nicolau III  que seria a linha de descendentes de Margarida que herdaria o governo de Ferrara. Os dois governantes utilizaram o casamento dos seus filhos para ambos obterem vantagens, resolvendo a questão da dívida e melhorando as questões de vizinhança. Foi também um vantajoso acordo para Leonel, que obtinha assim apoio político para suceder, tendo em conta o seu casamento.
Entretanto, os irmão mais novos mas legítimos de Leonel, competiam pela sucessão e, dado o potencial conflito, que poderia surgir entre irmãos, Nicolau III foi cauteloso em nomeá-lo oficialmente como sucessor: apesar de Leonel, na prática, co-governar com o pai desde 1434, Nicolau III aguardou até a seu testamento, que foi escrito pouco antes da sua morte, para formalmente reconhecer Leonel como herdeiro. O testamento de Nicolau III também protegia as pretensões dos seu filhos legítimos, Hércules e Sigismundo, assegurando que cada um receberia 10.000 ducados. Após a morte do pi, em 1441, Leonel foi formalmente reconhecido como sucessor e novo Marquês de Ferrara.
A sucessão de Leonel enquanto filho ilegítimo enquadrava-se no contexto da Casa de Este que, ao contrário de outras dinastias italianas, escolhia frequentemente filhos ilegítimos como herdeiros.  Era também dada preferência a filhos ilegítimos em vez de filhas legitimas. Leonel foi sucedido também por um irmão com estatuto de bastardo, Borso d'Este, que nascera da mesma mãe.

## Cultura, arte e literatura

### Universidade

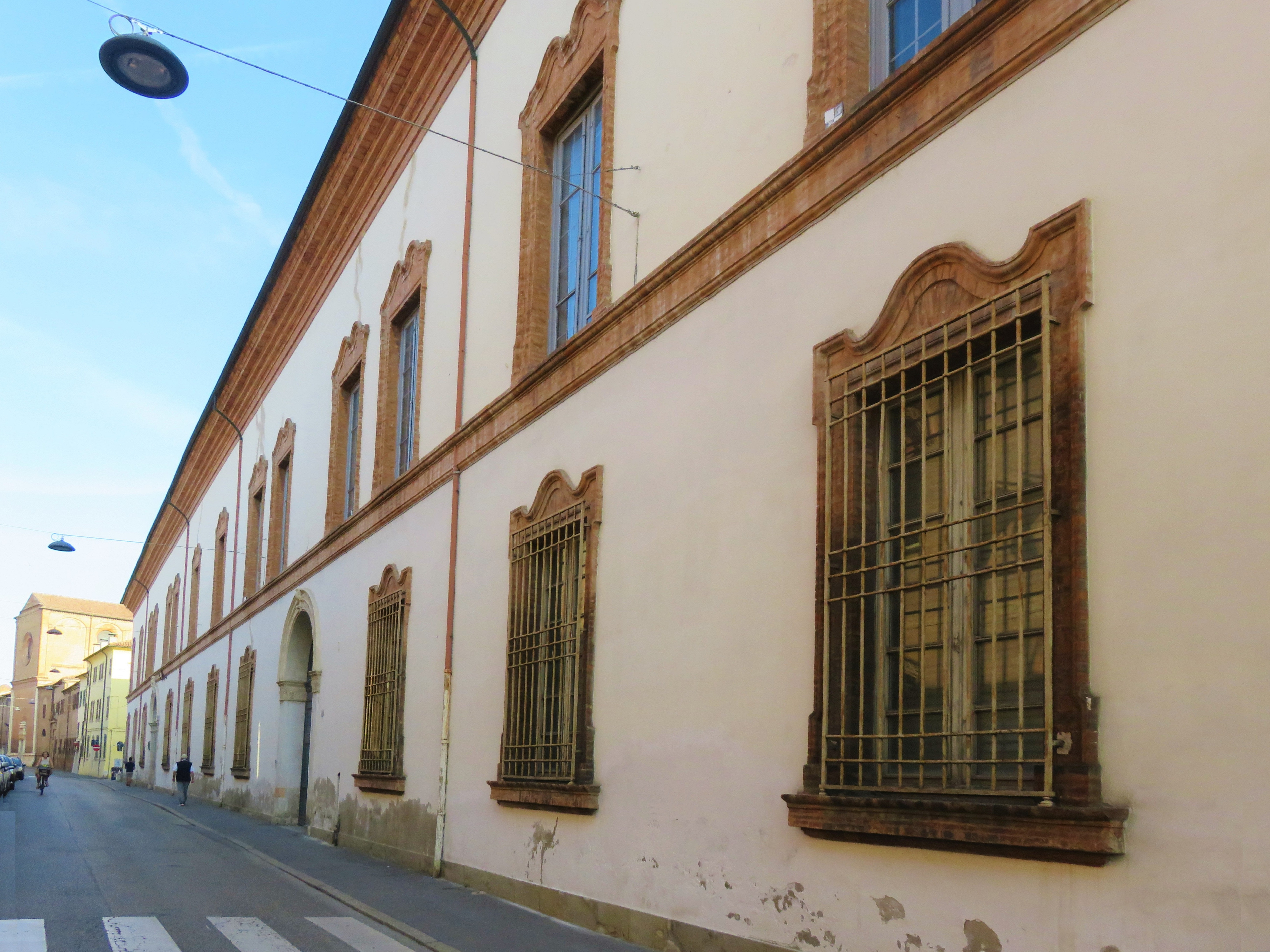
Palácio da Universidade (Palazzo dell'Università), Ferrara.

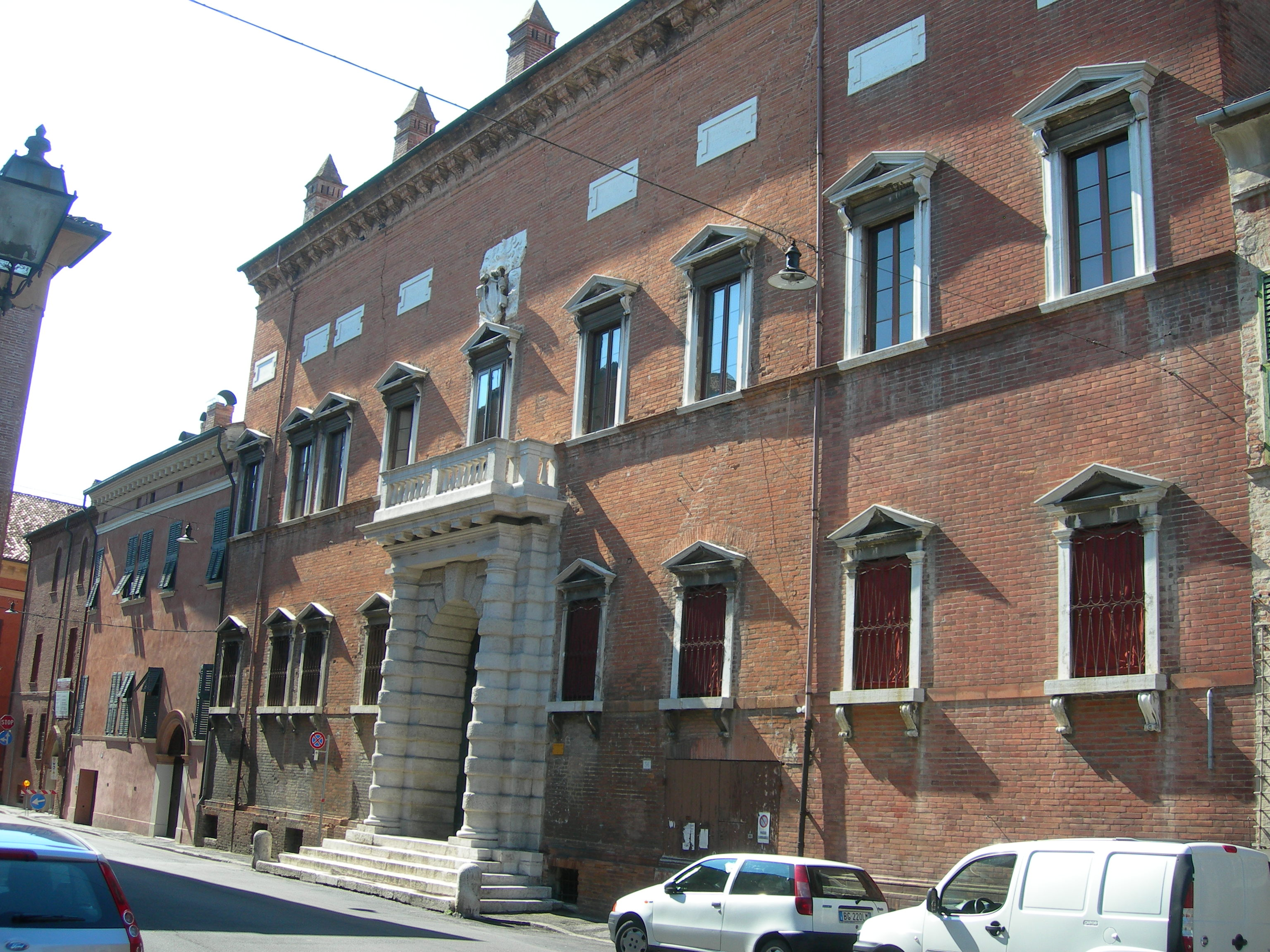
Faculdade de Letras e Filosofia.

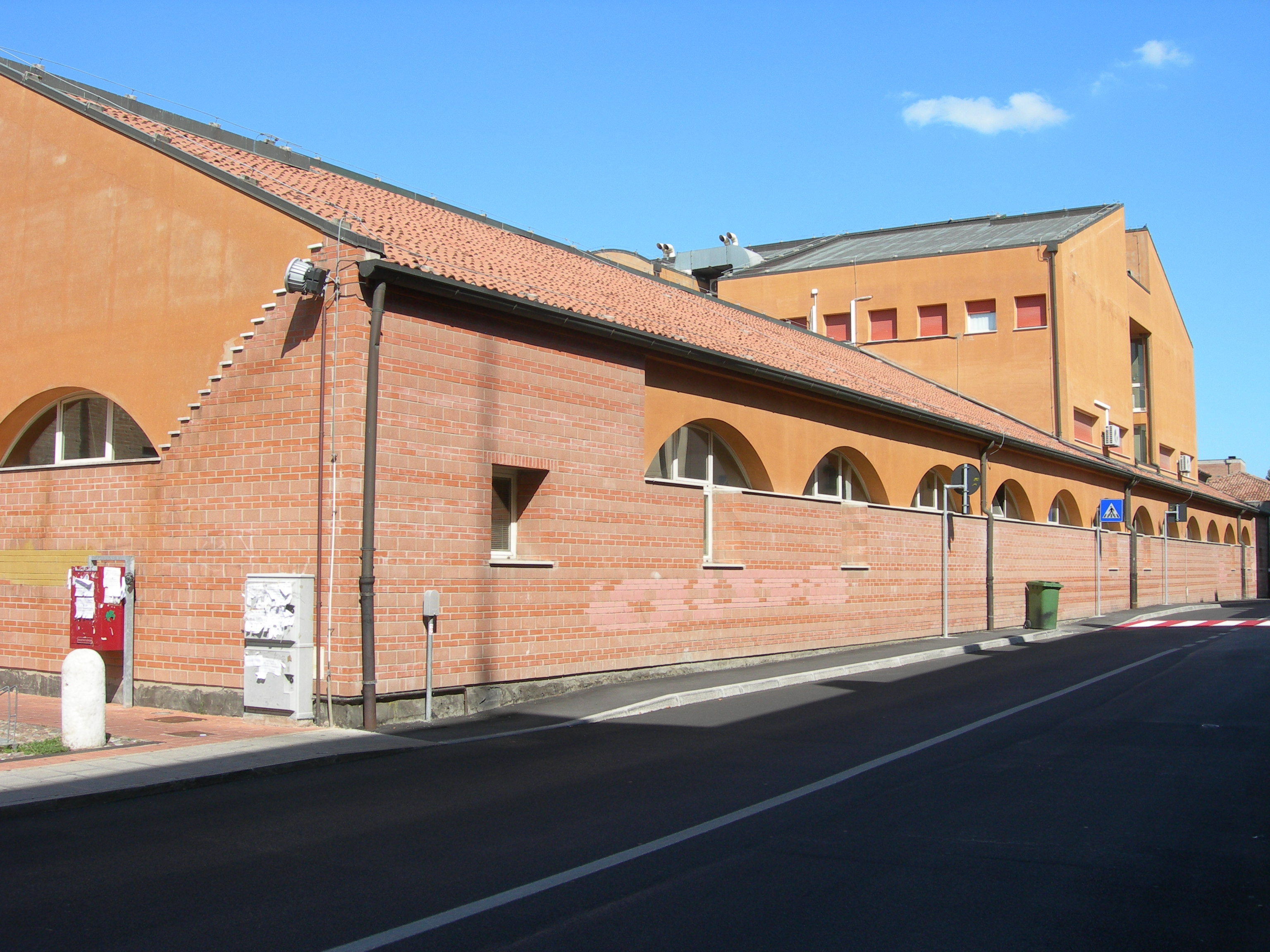
Edifício d faculdade de Medicina.

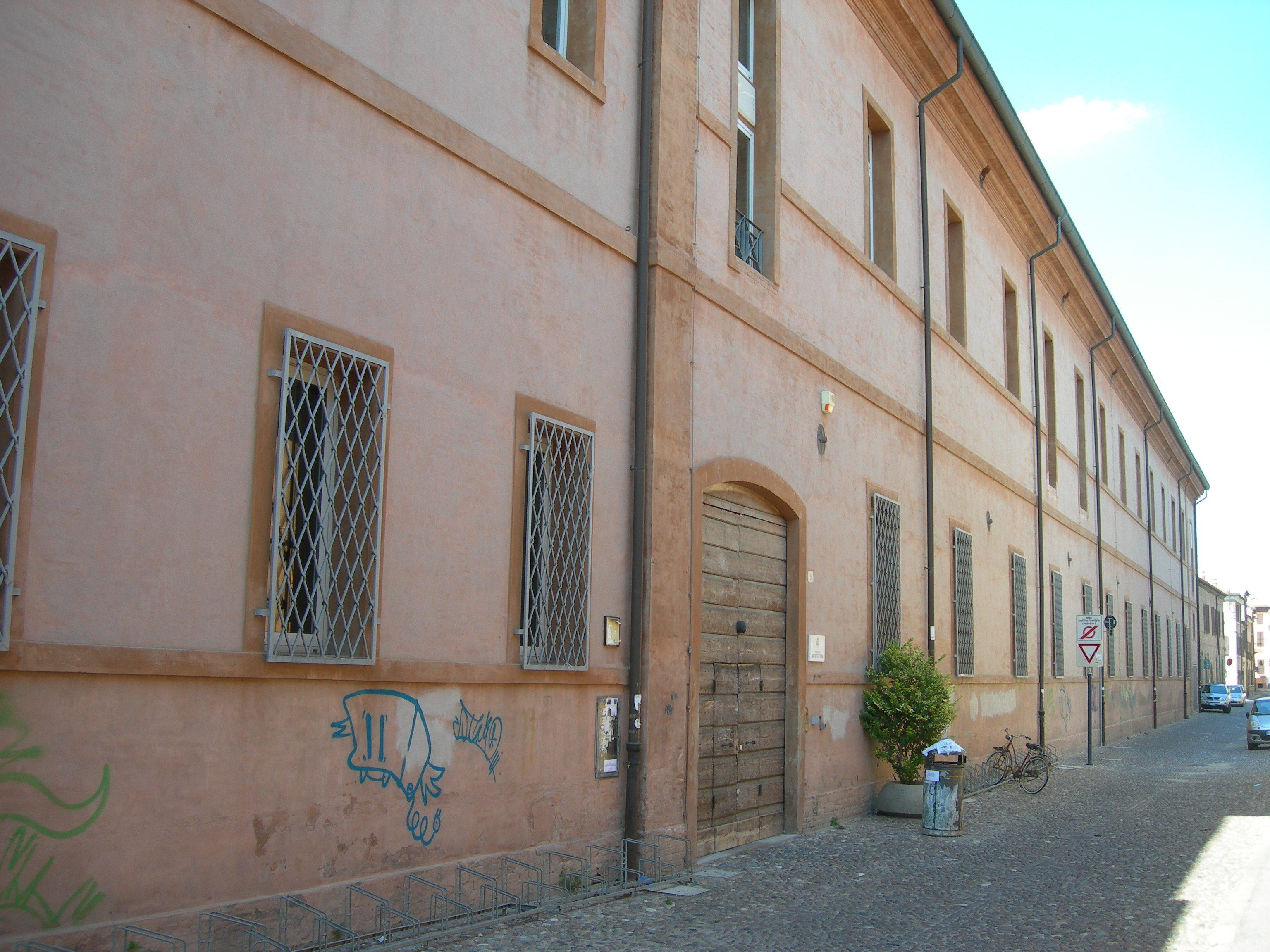
Edifício da faculdade de Arquitetura.

A Universidade de Ferrara foi fundada em 1391. Mas só em 1442 -uma ano após o início do reinado de Leonel- é que se tornou num estabelecimento operacional com um adequado número de professores para ensinar matérias fundamentais, como direito canónico, lógica, filosofia e medicina. O ano de 1442 é atualmente considerado o verdadeiro ano da fundação, porque foi quando cresceu em tamanho e reconhecimento na cidade de Ferrara e nas localidades em redor. Em 4 de março de 1391, quando foi atribuída a autorização de atribuir cursos de direito civil e canónico, artes, medicina e teologia, a universidade tinha apenas dois professores de direito, e não foram encontradas quaisquer evidências que existissem aulas de artes e teologia. A universidade foi encerrada em 1394, menos de três anos após a sua abertura. Dadas as despesas com a guerra, o Ensino acabou em 1404; em 1418 Nicolau III (o pai de Leonel) que reinou de 1393 a 1441, tentou, sem sucesso, reabrir a universidade.
Em 1442, Leonel e a comuna de Ferrara acordaram em reestabelecer a universidade. Grandes humanistas e o tutor de Leonel, Guarino Guarini de Verona (1374-1460), decerto que o encorajaram a desenvolver uma universidade completamente operacional em Ferrara.
Em janeiro de 1442, de uma reunião entre Leonel e a comuna, resultou num acordo da necessidade de universidade, que seria "um centro notável de ensino que traria reconhecimento à cidade, permitindo que aos locais frequentassem cursos mais facilmente, e o influxo de estudantes incentivaria a economia da cidade." Para obter os necessários fundos, a comuna aplicou um imposto sobre a venda de carnes que permitiu grande parte dos custos da universidade; Leonel contribuiu financeiramente para o funcionamento da universidade. O dia 18 de outubro de 1442 foi a data oficial para a reabertura. Guarino Guarini de Verona tornou-se um professor humanista e deu a oração inaugural louvando humanistas e todos os universitários. No final do reinado de Leonel, em 1450, os registos da universidade indicavam haver 12 professores de direito e 13 de artes. A universidade tornara-se uma realidade com sucesso. 

### Tribunais e humanismo

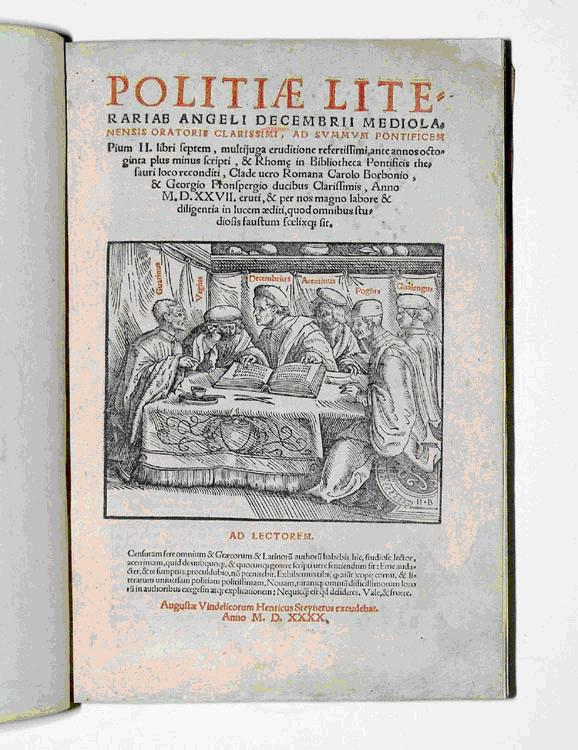
Ilustração de “De Politia litteraria”, de Angelo Decembrio, publicada em 1540 (após a sua morte).

Respeitado pelos humanista, Leonel era tido como patrono e defensor das artes, simbolizando a o modelo perfeito do príncipe e homem de letras. A sua educação, nos princípios de studia humanitatais e o seu goto pelas artes foram o que permitiram o desenvolvimento cultural em Ferrara. Depois, decretou a reforma e o alargamento da Universidade de Ferrara, com conferências que atraíam estudiosos para ali ensinarem, como Teodoro Gazs (mestre de Grego) e Basinio Basini, poeta parmesão (conhecido pela sua retórica em Latim. A política, bem sucedida, de manutenção da paz, foi saudada como salus Italiae e specs Italum e, em 1448, o poema mitológico "Melegridos" foi usada como uma representação imaginária que demonstrasse como Leonel lidava com a política.
Leonel ficou conhecido como patrono das artes aos olhos dos humanistas como Angelo Decembrio., um intelectual Milanês que se mudou para Ferrara em 1438. As suas ligações com Leonel datam do trabalho que escrevera antes de 1447, De Politia Litteraria Variisque Poetae Virgilli Laudbibus, um diálogo dividido em três volumes; quatro outros livros foram acrescentados por volta de 1462. Era um tratado de como encorajar com sucesso o refinamento literário no âmbito de uma corte principesca. O trabalho baseava-se na descrição de Ferrara, incluindo pensamentos sobre Leonel na representação global : "a cidade de Ferrara, com as suas rus, jardins e villas e, no coração da cidade, a corte dos Estet, cujo maior atributo é a enorme biblioteca, com o sumptuoso mobiliário e apurada escolha de livros (com uma nítid preferência pela literatura clássica) é a imagem perfeita do que constitui um sector vital do investimento do príncipe na cultura na segunda metade do século XV. A biblioteca dos Este, apaixonada e meticulosamente suportada por Leonel… é uma referência cultural, mas, acima de tudo, sublinha o prestígio do príncipe enquanto patrono das artes".
A corte de Leonel d’Este não pode ser comparada à do sucessor Borso d’Este, pela falta de dinâmica cultural do novo governante. Daí que muitos intelectuais deixassem Ferrara. Humanistas como Decembrio, Gaza e Basinio foram três dos mais conhecidos a deixarem a corte dos Este após a morte de Leonel em 1450.

### Música
Pietrobono
Pietrobono tornou-se um músico de sucesso e favorecido na corte de Ferrara. Ele tocava a sua música num lute. O primeiro concerto de Pietrobono foi no início do governo de Leonel em 1441. A fama de Pietrobono era superor a de outros músicos como Corrado e outros músicos locais. Durante o primeiro ano do reinado de Leonel, este atribuí a Pietrobono (na altura , com vinte e poucos anos) uma soma de 20 ducados de ouro que aparentemente era o pagamento que os Este fizeram no passado, como a Dufay em 1437. Em meados dos anos 1440s Pietrobono teve um substancial aumento de pagamentos durante o reinado de Leonel.

### Arte
Piero della Francesca
Leonel encomendou a Piero della Francesca que pintasse os frescos de batalhas romanas, em particular das travadas entre o general Cipião, o Africano e o general cartaginês Aníbal Barca. O interesse de Leonel na antiguidade Romana vinha da sua educação humanista do seu tutor Angelo Decembrio. Leonel convidou artistas flamengos cujo contacto com Piero della Francesca terá sido frutuoso. Destaca-se Rogier van der Weyden, que esteve em Ferrara nos anos 1440s, durante o reinado de Leonel.
Os irmãos Lendinara
Leonel encomendou a Cristoforo e Lorenzo Conozi da Lendinara, como especialistas na arte de entalhar madeira, intarsia. Os irmãos trabalhavam para Piero Della Francesca, e Leonel encomendou-lhes a obra quando os irmão trabalhavam no seu palácio; a amizade com Piero aprofundou-se enquanto pintava frescos nas propriedades de Leonel.
Antonio di Puccio Pisanello

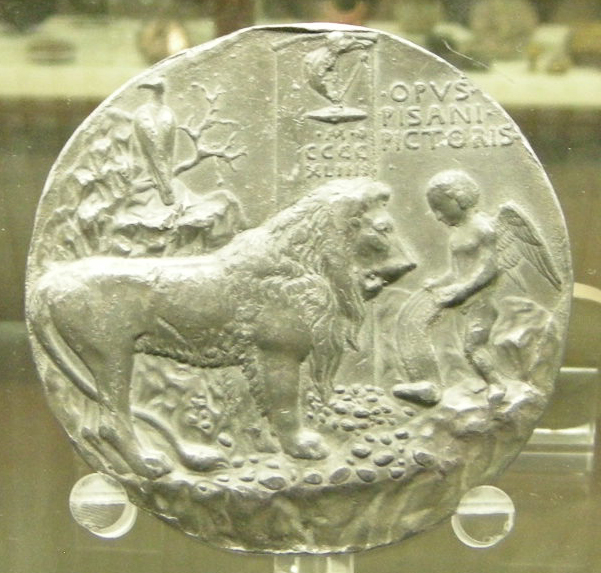
O leão cantante (1444), por Pisanello.

Leonel encomendou a Pisanello uns medalhões para que, após a morte, fosse relembrado pela sua fama e poder quer para as gerações presentes quer para as vindouras de Ferrara. As medalhas de 1441, 1444 e 1450 todas demonstram as características de Leonel e da sua corte. Cada moeda tem num lado um retrato de Leonel num estilo de imperador Romano, e no verso uma imagem que o representa, a ele ou à sua corte.
A moeda de 1441, O pequeno leão de Ferrara foi desenhada por Pisanello num estilo Greco-Romano, já que Leonel era um colecionador dessas moedas. A imagem do felino faz alusão ao nome de Leonel, que significa pequeno leão. O cabelo representava a juba do leão aludindo o estatuto de Leonel como marquês. A moeda encontra-se no Museu Britânico.
O leão cantante de 1444 também se associa ao nome de Leonel O desenho com o desenho e os anjos representavam aspetos da história da família Este, associando-os à corte de Leonel.A obra pode ser encontrada no Museu Vitória e Alberto em Londres, Reino Unido.
Tal como as anteriores, a moeda de 1450 tem o mesmo estilo de busto relembrando uma moeda Romana retratando o 13.º marquês de Ferrara. Esta moeda encontra-se no Victoria and Albert Museum. Apesar de terem uma aparentarem ser da antiguidade romana, o método de trabalhar o metal j´era medieval. E terá sido com este processo das moedas de Pisanello para Leonel que se iniciou o  desenvolvimento da cunhagem nos séculos seguintes.
Giovanni da Oriolo

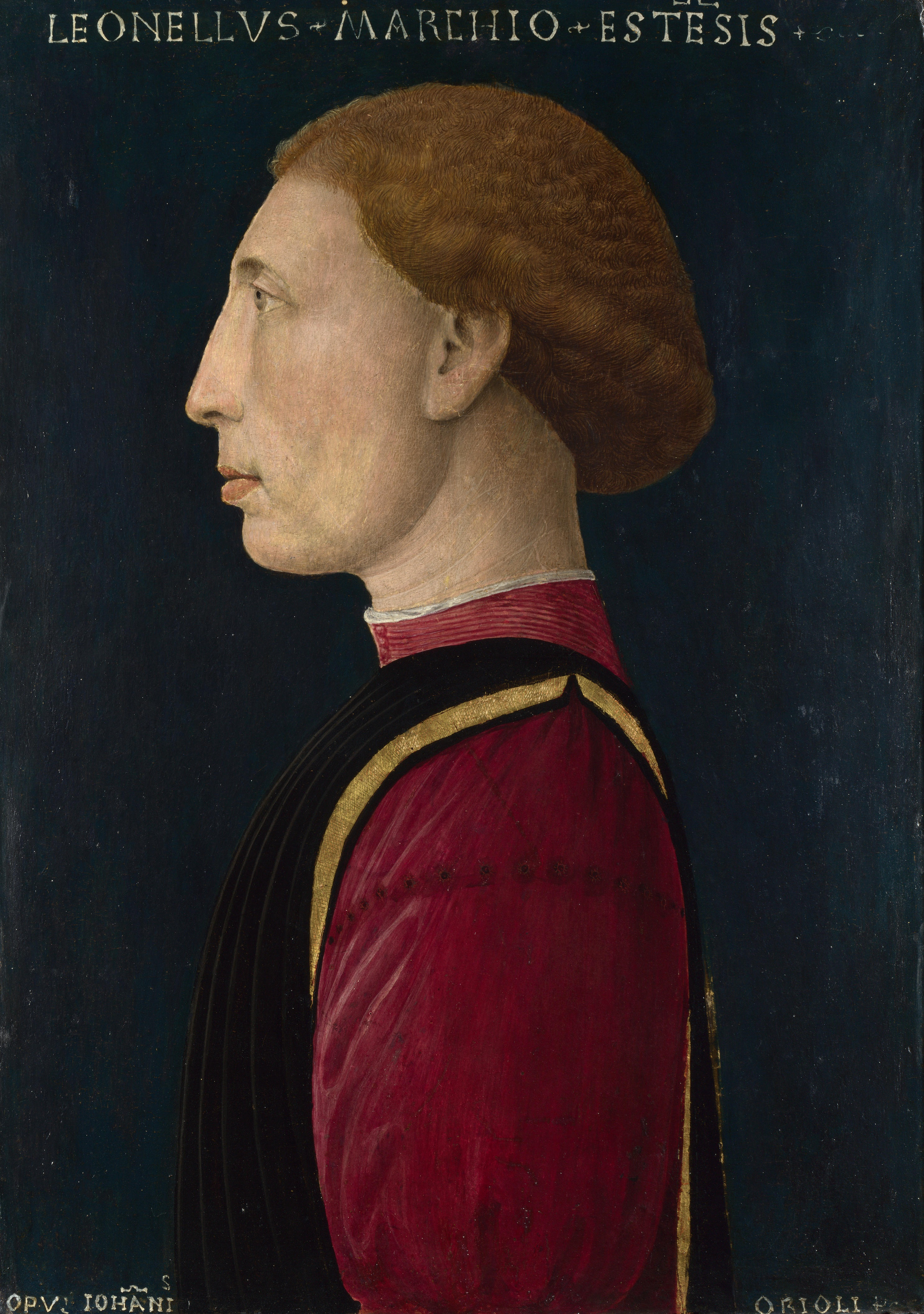
Retrato de Leonel d'Este (1447), por Giovanni da Oriolo.

Apesar de já em 1439, Giovanni da Oriolo ter uma notória atividade artística,  foi em 1447 que iniciou o seu trabalho para Leonel d’Este. O único trabalho que se tem a Certeza ser de Oriolo é o retrato que pintou de Leonel que, mais uma vez, o retratava como numa moeda romana, de perfil, o que era comum na Itália do século XV. Esta obra encontra-se na National Gallery de Londres.

### Literatura
De Re Aedificatoria, Leon Battista Alberti

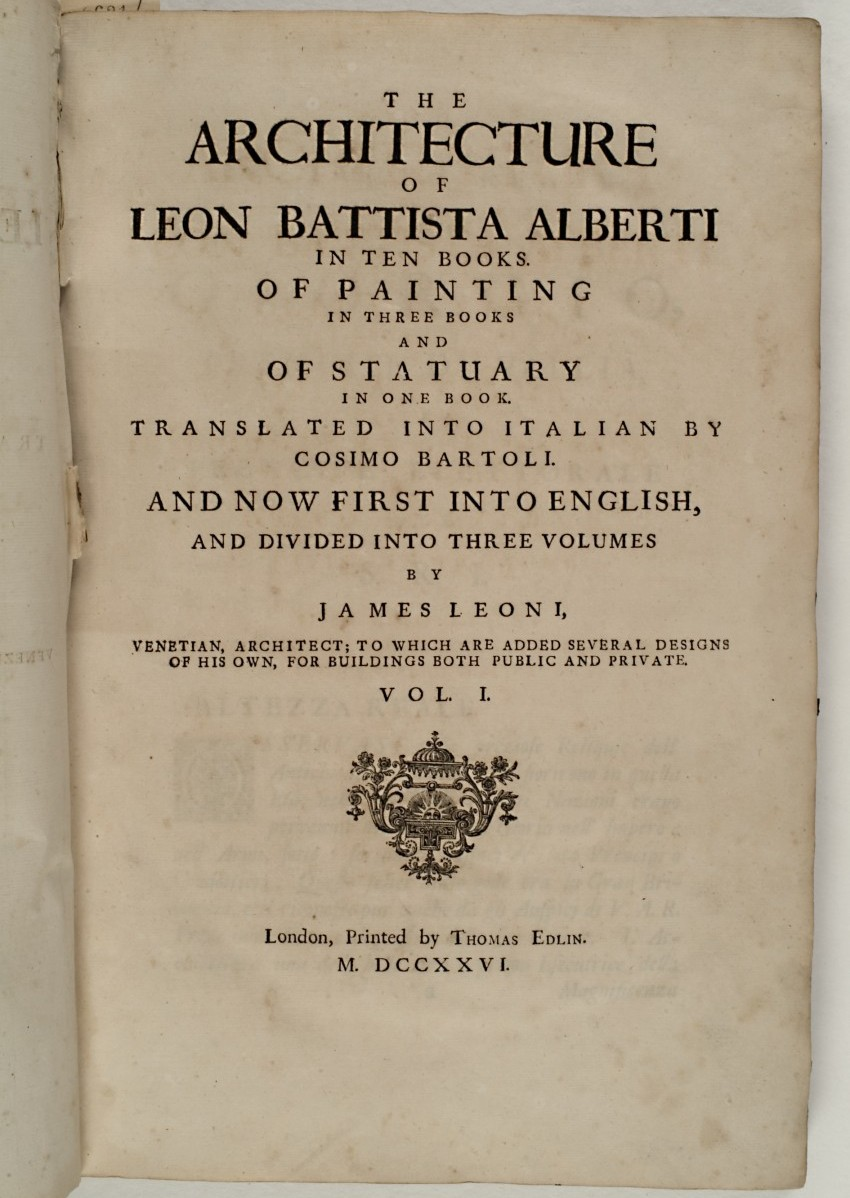
Primeira página da tradução inglesa, feita no século XVIII por Giacomo Leoni, da obra original de Leon Battista Alberti, publicada no século XV da tese sobre arquitetura Italiana, De Re Aedificatoria.

Leon Battista Alberti foi um famoso matemático e arquiteto que tinha ligações com Leonel d’Este pelo desenvolvimento do texto De Re Aedificatoria., livro que detalhava as preocupações sobre os materiais, construção, e projectos e princípios por detrás de edifícios públicos e privados. Abordva também a diferença de fachadas dos edifícios e da forma de ultrapassar erros. Quando Leonel era jovem e o pai ainda governava, ele associava-se com pessoas intelectualmente superiores; Alberti foi um dos seus favoritos. Em 1441, Leonel convidou-o para júri de um concurso para encontrar o melhor artista para criar uma estátua do pai. Foi assim que este seu texto foi dedicado a Leonel já que for a ele que encomendara a elaboração de De Re Aedificatoria to Alberti. Contudo, dada a morte de Leonel em 1450, a obra foi dada ao Papa Nicolau V para uso papal na construção de novos edifícios, uma vez que Roma se encontrava num período de desenvolvimento imobiliário.  A amizade de Leonel e as encomendas a Alberti permitiram que esta tese de arquitetura se torna-se uma realidade, e foi graças à influência como Marquês e ao nome da família Este, que Leonel conseguiu desenvolver De Re Aedificatoria no seu reinado.

## Influência política

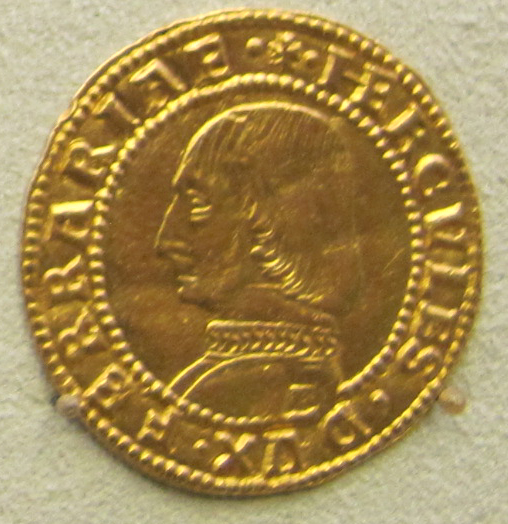
Ducado de ouro com ao retrato de Hércules I d’Este

Isabel d’Este, por Tiziano Vecellio, c. 1534-1536.

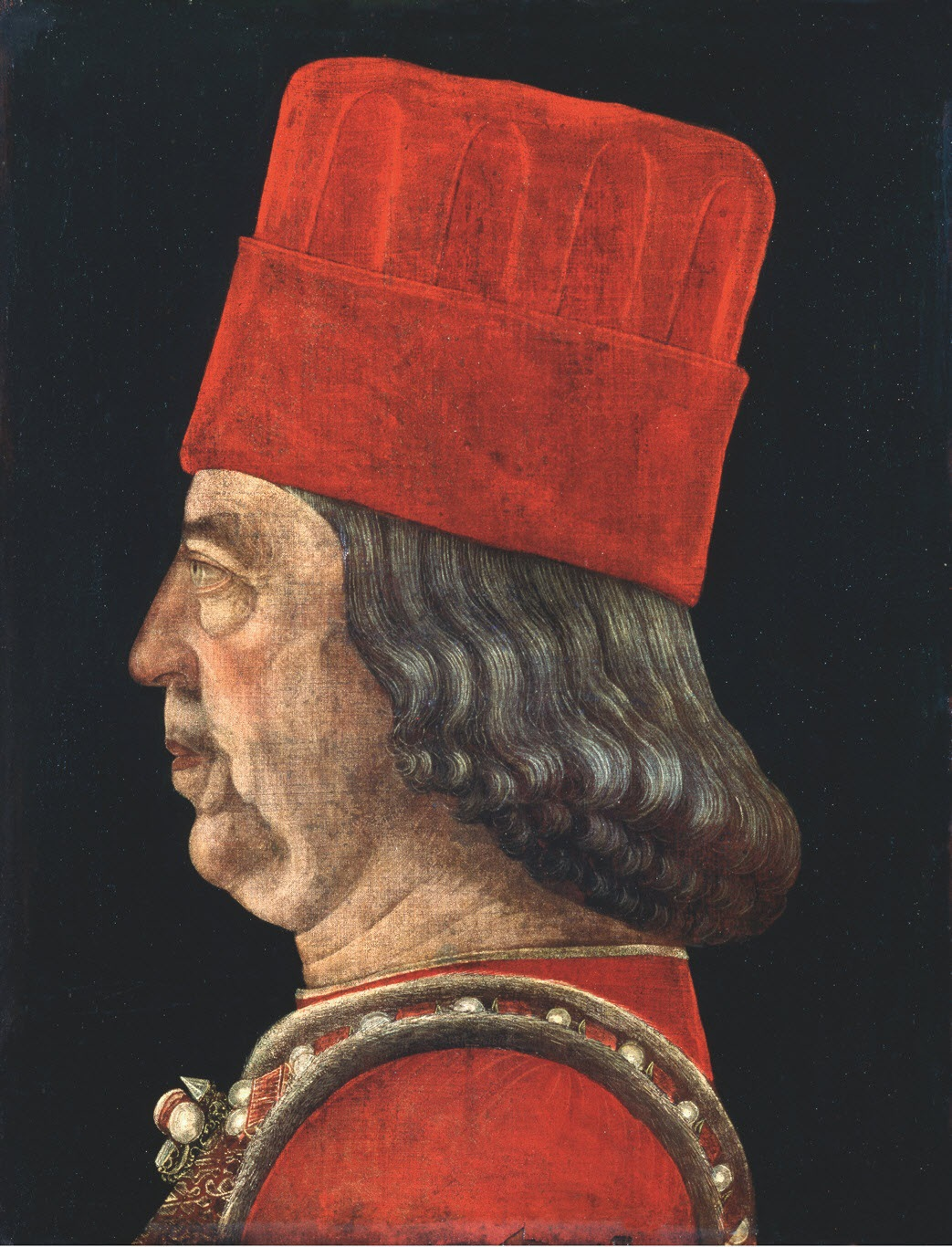
Borso d’Este, por Vicino da Ferrara, 1469 ou 1471.

Ao contrário do perfil político do pai, Nicolau III, Leonel d’Este exerceu uma significativa influência no panorama político italiano e na aristocracia ao ser um homem de cultura e apoiando as artes. O legado de Leonel manteve-se vivo na família e outros membros da Casa de Este deram continuidade a essa política.

### Enquadramento político
A Casa de Este, a família aristocrata da Lombardia que governou Ferrara entre o Século XIII e o Século XV, contribuiu para o desenvolvimento de Itália desse período. A dinastia adquiriu Ferrara em 1240 para além de outros senhorios que já controlava.  Os Marqueses de Ferrara eram eleitos por um processo formal de votação pelos cidadãos. Quer por casamentos, quer pela sua influência pessoal, a proeminência política dos Este na cidade foi crescendo e, em 1240, Azzo VII d’Este, aliado ao Papa Gregório IX, controlava Ferrara marcando o início do reinado da família. Mas o seu governo cedo teve a oposição papal e, só a partir do inicio do século XIV os Este reforçara a sua influência política sob Nicolau II d’Este. O seu sucessor, Nicolau III, é lembrado por ter imposto em Ferrara alargando a sua influência por toda a Itália, vencendo as cidades vizinhas e alargando os territórios controlados por Ferrara. Nicolau III colocou os estados dos Este como uma potência a ter em conta na política italiana, apesar das limitações financeiras e territoriais.

### Relações com o Papado
Quando o irmão mais velho de Leonel, Hugo, foi decapitado por ordem do pai, Leonel tornou-se o escolhido do pai para lhe suceder, para que Ferrara viesse a ter monarca com mérito nas áreas culturais.. escolha que foi sancionada pelo Papa. Após a morte da sua primeira mulher, Margarida Gonzaga, Leonel casou com Maria de Nápoles, filha ilegítima do rei de Nápoles, casamento significativo por estabelecer uma parceria com Nápoles, quer política quer cultural. A liderança de Leonel originou melhorias na economia de Ferrara, mas a maior alteração foi na esfera cultural com a reabertura e expansão da Universidade que atraiu muitos mestres humanistas. Também a biblioteca da cidade foi impulsionada , com a aquisição e reprodução de muitos manuscritos em francês e em italiano. Mas as obras de caridade não foram esquecidas com a criação do "alívio dos pobres”, de um hospital e de diversas instituições eclesiásticas, nomeadamente da Capela da Corte.

### Legado político
O reinado de Leonel foi seguido pelo do seu irmão Borso e, logo depois, pelo seu meio-irmão Hércules I, cujo governo beneficiou do apoio politico herdado de Leonel. Hércules I temia que a França abandonasse Ferrara, considerando um "obstáculo a ultrapassar". O casamento do seu neto, Hércules II d'Este, com a princesa Renata de França manteve a aliança francesa se bem que a fé de Renata fosse fonte de instabilidade em Ferrara.
Outra figura da Casa de Este lembrada pela sua determinação e pensamento moderno foi a filha de Hércules I, Isabel d’Este, que casou com Francisco II Gonzaga, marquês de Mântua, em 1490, envolvendo-se na estratégia política, revelando grande inteligência sendo um exemplo para as mulheres na Itália do século XV. Isabel defendia a educação feminina, que lhes permitiria ter intervenção política.
Apesar da Casa de Este ter tido muitos membros politicamente ambiciosos, Leonel mantem-se como o grande líder que teve também um envolvimento humanístico, nas artes e cultura.

## Morte, sucessão e legado
A 1 de outubro de 1450, Leonel morreu repentinamente de causas desconhecidas. Borso d'Este o seu irmão, sucedeu-lhe como Marquês de Ferrara. Ao contrário do irmão, Borso recebera uma educação mais limitada sendo mais interessado por questões políticas. Durante o reinado de Borso, o legado cultural estagnou já que passou a ser usado para propaganda militar e entretenimento. Para além das questões culturais, Borso utilizou o legado do irmão para reformar a estrutura e a organização do estado, em particular, para alargar as relações diplomáticas anteriormente estabelecidas, alargando as alianças com outras cidades-estado. A herança de Leonel teve muito maior impacto e durou muito mais tempo do que o de Borso. Os laços entre o Reino de Nápoles e Ferrara continuaram até ao governo de Hércules I d'Este que, após a morte de Borso, se tornou Duque de Ferrara. Hércules I casou com a princesa Leonor de Nápoles, sobrinha de Maria, sob o mesmo contrato que Leonel assinara em 1444 com Nápoles e, graças a esta forte aliança entre a família Este e Nápoles, Ferrara manteve-se segura nos conflitos que opunham o Ducado de Milão e a República de Veneza no século XV.
Hoje, a Universidade de Ferrara continua a ser uma das melhores universidades europeias, tendo alargado as áreas de estudo sucesso que não teria sido possível sem o empurrão inicial dado por Leonel e pela Casa de Este que definiram a história de Ferrara no século XV. As atividades de construção de Leonel ajudaram a fazer de Ferrara um centro humanístico e a Universidade não só atraiu estudantes, estudiosos e filósofos de toda a Europa, despoletando avanços quer nas artes e na arquitetura, pelo que a cidade se tornou num centro artístico. As várias reformas acabaram por tornar Ferrara num património único, e a cidade está incluída na lista do Património Mundial da UNESCO.